# 91553 Claudedoom
91553 Claudedoom è un asteroide della fascia principale. Scoperto nel 1999, presenta un'orbita caratterizzata da un semiasse maggiore pari a 2,8489958 UA e da un'eccentricità di 0,0970775, inclinata di 1,43909° rispetto all'eclittica.